# Обердорф-Спакбак
Обердо́рф-Спакба́к (фр. Oberdorf-Spachbach) — коммуна на северо-востоке Франции в регионе Гранд-Эст (бывший Эльзас — Шампань — Арденны — Лотарингия), департамент Нижний Рейн, округ Агно-Висамбур, кантон Рейшсоффен. До марта 2015 года коммуна административно входила в состав упразднённого кантона Вёрт (округ Висамбур).
Площадь коммуны — 2,36 км², население — 350 человек (2006) с тенденцией к стабилизации: 364 человека (2013), плотность населения — 153,8 чел/км².

## Население
Население коммуны в 2011 году составляло 357 человек, в 2012 году — 363 человека, а в 2013-м — 364 человека.
| 1962 | 1968 | 1975 | 1982 | 1990 | 1999 | 2006 | 2008 | 2010 | 2011 | 2012 | 2013 |
| ---- | ---- | ---- | ---- | ---- | ---- | ---- | ---- | ---- | ---- | ---- | ---- |
| 225  | 230  | 240  | 285  | 349  | 333  | 350  | 346  | 355  | 357  | 363  | 364  |

Динамика населения:

## Экономика
В 2010 году из 251 человек трудоспособного возраста (от 15 до 64 лет) 187 были экономически активными, 64 — неактивными (показатель активности 74,5 %, в 1999 году — 69,7 %). Из 187 активных трудоспособных жителей работали 164 человека (88 мужчин и 76 женщин), 23 числились безработными (11 мужчин и 12 женщин). Среди 64 трудоспособных неактивных граждан 18 были учениками либо студентами, 23 — пенсионерами, а ещё 23 — были неактивны в силу других причин.